# Julio Gesurrún
Julio Gesurrún – dominikański zapaśnik. Brązowy medalista igrzysk Ameryki Środkowej i Karaibów w 2010.